# Marina Ferrari
Pour les articles homonymes, voir Ferrari.
Marina Ferrari ([maʁina fɛʁaʁi]), née le 10 octobre 1973 à Aix-les-Bains (Savoie), est une femme politique française.
Conseillère municipale d'Aix-les-Bains depuis 2008, et vice-présidente du département de la Savoie entre 2015 et 2021, elle est élue députée de la première circonscription de la Savoie en 2022.
Elle est secrétaire d'État chargée du Numérique dans le gouvernement Gabriel Attal du 8 février 2024 au 21 septembre 2024. Du 21 septembre 2024 au 23 décembre 2024, elle est ministre déléguée à l'Économie du tourisme dans le gouvernement Michel Barnier.

## Situation personnelle

### Origines
Marina Ferrari naît le 10 octobre 1973 à Aix-les-Bains, d'un père italien et d'une mère française par son père et autrichienne par sa mère.
Elle est la nièce de Gratien Ferrari, ancien député de Savoie et maire d'Aix-les-Bains, et la cousine de la journaliste Laurence Ferrari.

### Formation
Cette section ne s'appuie pas, ou pas assez, sur des sources secondaires ou tertiaires indépendantes du sujet. Le texte peut contenir des analyses inexactes ou inédites de sources primaires.
Pour l'améliorer, ajoutez-en, ou placez des modèles {{Source secondaire souhaitée}} ou {{Source secondaire nécessaire}} sur les passages mal sourcés. (décembre 2022)
Elle fait ses études à Aix-les-Bains, Saint-Ours, et Annecy puis au collège Garibaldi (Aix-les-Bains). Elle part au Mexique avant d'obtenir son baccalauréat au lycée Marlioz d'Aix-les-Bains.
Après un court passage à l'université de Savoie, elle est admise à l'École des hautes études internationales et politiques à Paris où elle reste quatre ans, et en sort major de promotion, diplômée d'un 3e cycle en relations internationales et défense. Elle intègre ensuite l'université Paris V, pour suivre un diplôme d'études approfondies de sciences politiques et de prospective internationale.
Elle obtient un premier stage de 6 mois à l'Institut des hautes études de défense nationale, puis un second au bureau d'études et de prospective de l'État-Major de l'Armée de terre. Ses études se terminent après un passage à l'université Lyon III, en suivant les enseignement d'un DEA de droit - option relations internationales et défense.

### Vie privée
Elle est la nièce de Gratien Ferrari, ancien maire d'Aix-les-Bains et député de la circonscription, et cousine de la journaliste Laurence Ferrari.

## Carrière professionnelle
Entre 2013 et 2022, elle est responsable administrative et des ressources humaines chez Lunabee Studio,.

## Parcours politique
Elle s’engage en 2005 à l’UDF et rejoint le MoDem à sa création. Elle est d'ailleurs présidente du mouvement départemental du MoDem en Savoie.
Elle fait sa première campagne électorale aux élections législatives de 2007, comme suppléante du candidat Yann Bezat (MoDem) dans la première circonscription de la Savoie qui se placera en troisième position avec 9,10 % des voix derrière les candidats UMP et PS
En 2008, elle intègre la liste pour les municipales conduite par Dominique Dord à Aix-les-Bains. Sa liste est élue dès le premier tour récoltant 62,27 % des voix. Marina Ferrari y est élue adjointe au maire chargée des affaires économiques et du commerce.
En 2014, elle figure sur la liste pour les municipales conduite par Dominique Dord à Aix-les-Bains qui est élue à dès le premier tour récoltant 59,71 % des voix. Marina Ferrari devient seconde adjointe au maire.
En 2015, elle se présente aux élections départementales sur la liste d’union de la droite et du centre dans le canton d’Aix-les-Bains 2. Elle devient vice-présidente du département de la Savoie, chargée de l’enseignement supérieur et de l’énergie.
En 2020, elle se présente aux élections municipales sur sa propre liste, « Aix Naturellement » (LREM/MoDem). Elle n’arrive pas à se qualifier pour le second tour arrivant en deuxième position avec 22,95 % des voix derrière Renaud Beretti (d) (54,77 %).
En 2021, elle se présente aux élections régionales en Auvergne-Rhône-Alpes sur la liste #AURALP (LREM/MoDem) en tête de liste de la Savoie. Son colistier est Arthur Empereur. La liste échoue dès le premier tour, et arrive en cinquième position avec 9,82 % des voix.
Traditionnellement issue du MoDem, elle demande l'investiture de la majorité présidentielle (Ensemble) pour les élections législatives de 2022 dans la première circonscription de la Savoie, et l'obtient. Elle récolte 27,40 % des voix au premier tour et se qualifie donc pour le second tour contre la candidate de la NUPES. Elle est élue avec 59,33 % des voix, après le retrait de la candidate arrivée troisième au titre du front républicain.
Le 21 septembre 2024 elle est nommée Ministre déléguée chargée de l’Économie du tourisme dans le gouvernement de Michel Barnier. Après la censure de ce gouvernement, elle n'est pas reconduite au sein du gouvernement Bayrou et est remplacée par Nathalie Delattre.

### Députée
Elle rejoint le groupe Démocrate (Modem et indépendants). Elle intègre la commission des finances dont elle est élue secrétaire. Nommée secrétaire d'État chargée du Numérique en février 2024, elle laisse sa place à l'Assemblée à son suppléant pour intégrer le gouvernement. 
En juin 2024, à la suite de la dissolution de l'Assemblée nationale par Emmanuel Macron, elle se présente aux élections législatives avec le soutien de la majorité dans la première circonscription de la Savoie. Obtenant 35,24% des voix au premier tour, elle se qualifie pour le second tour, une triangulaire contre la candidate de l'alliance RN/LR (qui n'est autre que Typhanie Degois, anciennement députée macroniste de la circonscription) et la candidate du NFP qui se retire dans l’entre-deux tour, permettant un report des voix favorable et une victoire face à la candidate nouvellement RN/LR.

## Détail des mandats et fonctions

### Au gouvernement
- 21 septembre 2024 - 23 décembre 2024 : ministre déléguée chargée de l’Économie du tourisme
- 8 février 2024 - 21 septembre 2024 : secrétaire d'État chargée du Numérique.

### À l’Assemblée nationale
- Depuis le 7 juillet 2024 : députée de la 1re circonscription de la Savoie
- 22 juin 2022 - 8 mars 2024 : députée de la 1re circonscription de la Savoie
- 30 juin 2022 - 8 mars 2024 : secrétaire de la commission des Finances.

### Au niveau local
- 2 avril 2015 – 27 juin 2021 : conseillère départementale de la Savoie

## Pour approfondir